# Потомакская армия при Энтитеме

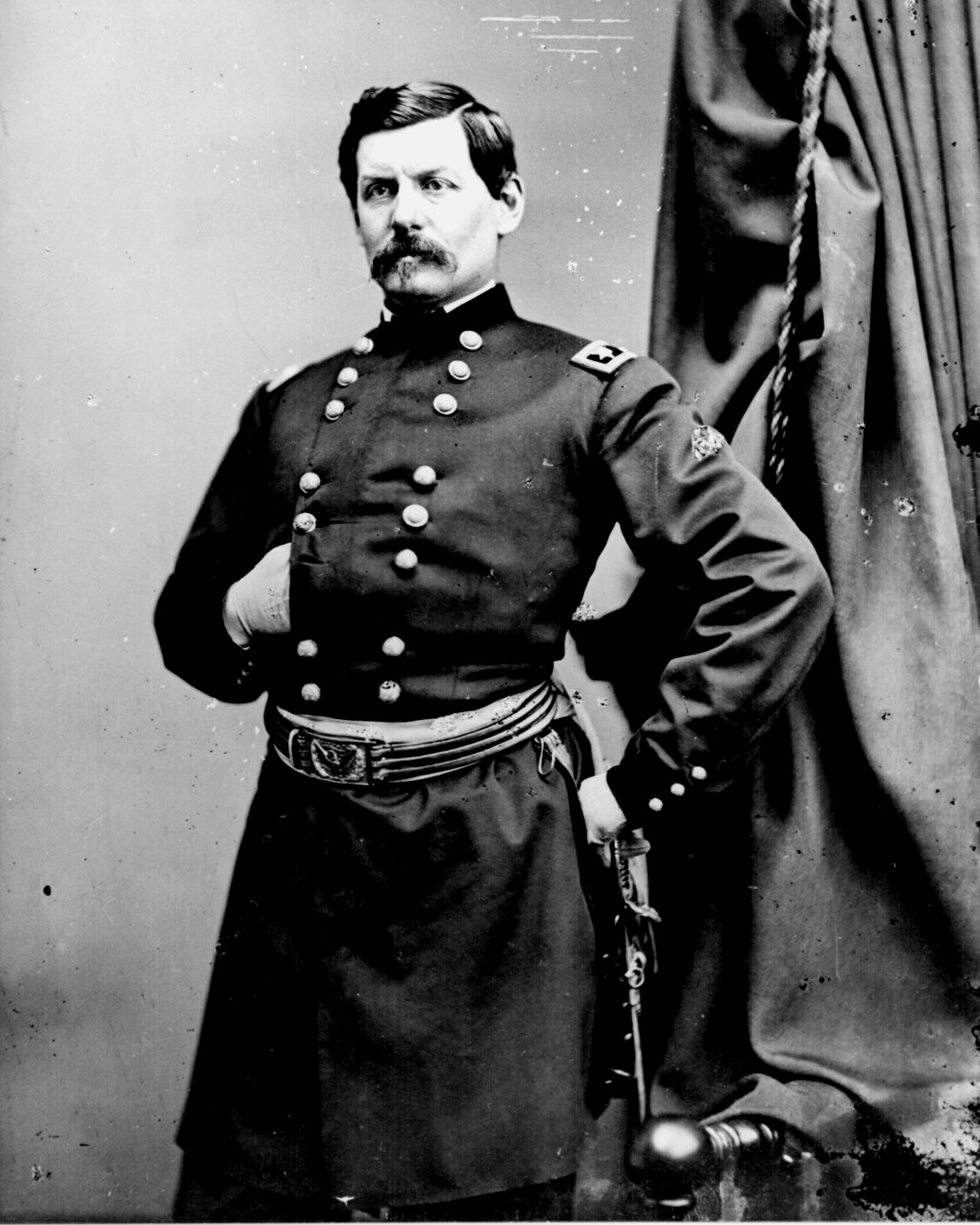
Джордж Макклелан, главнокомандующий федеральной армии

Во время сражения при Энтитеме 17 сентября 1862 года федеральная Потомакская армия генерал-майора Джорджа Макклеллана состояла из шести пехотных корпусов и насчитывала 75 000 человек.

## Потомакская армия

### Штаб армии
- Начальник штаба: бг. Рэндольф Мерси
- Генерал-адъютант: бг. Сет Уильямс
- Генеральный инспектор: бг. Дело Сакетт
- Шеф артиллерии: бг. Генри Хант
- Главный квартирмейстер: подп. Руфус Ингаллс[англ.]

Штабной эскорт: кап. Джеймс Макинтайр
- Кавалерийская рота Онейда, кап. Дениель Мэнн
- 4-й кавалерийский полк, рота А: лт. Томас Маккормик
- 4-й кавалерийский полк, рота Е: кап. Джеймс Макинтайр

Инженерный батальон: кап. Джеймс Дуэйн
Тыловая стража: май. Уильям Вуд
- 2-й кавалерийский полк, роты E, F, H, K, кап. Джордж Гордон
- 8-й пехотный полк, роты A, D, F, G, кап. Ройал Френк
- 19-й пехотный полк, рота G, кап. Эдмунд Смит
- 19-й пехотный полк, рота Н, кап. Генри Уэлтон

Штабная стража: май. Гренвилл Холлер
- 93-й Нью-Йоркский полк, подп. Бенжамен Батлер

Стража квартирмейстера:
- 1-й кавалерийский полк, B, C, H, I: кап Маркус Рено

### I Корпус

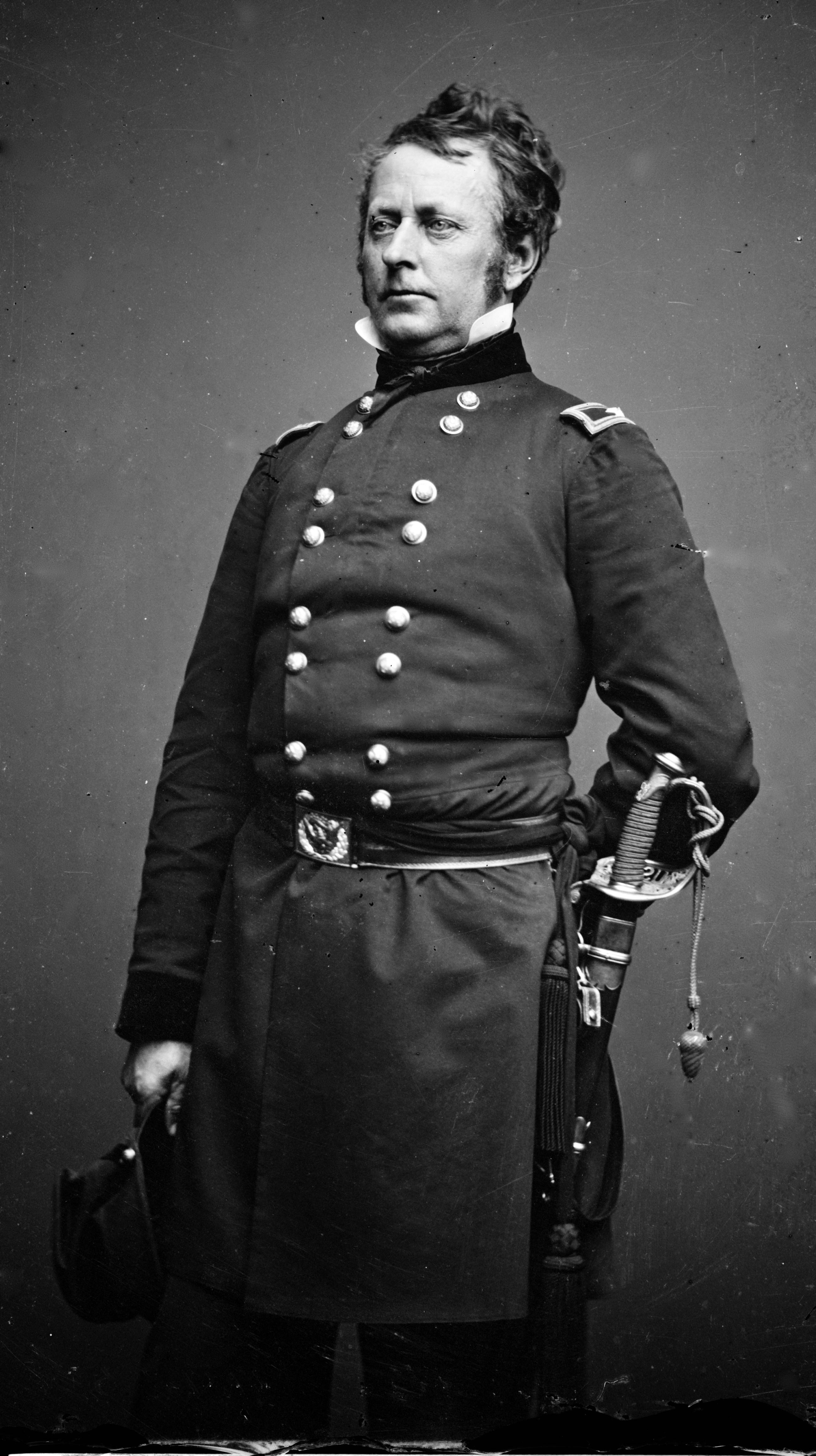
Джозеф Хукер

Командующий: генерал-майор Джозеф Хукер. (после его ранения командование принял Джордж Мид)
Эскорт: 2-й Нью-Йоркский кавалерийский полк, роты A, B, I, K: кап. Джон Нейлор
Дивизия бригадного генерала Эбнера Даблдея
- Бригада Вальтера Фелпса[англ.]
  - 22-й Нью-Йоркский пехотный полк: подп. Джон Макки младш.
  - 24-й Нью-Йоркский пехотный полк: кап. Джон О’Брайан (р)
  - 30-й Нью-Йоркский пехотный полк: полк. Уильям Сиринг
  - 84-й Нью-Йоркский пехотный полк (14-й милиционный): май. Уильям де Бовуаз
  - 2-й снайперский полк: полк. Генри Пост(р)
- Бригада Уильяма Хоффмана
  - 7-й Индианский пехотный полк: май. Ира Грове
  - 76-й Нью-Йоркский пехотный полк: кап. Джон Янг
  - 95-й Нью-Йоркский пехотный полк май. Эдвард Пай
  - 56-й Пенсильванский пехотный полк: кап. Фредерик Уильямс
- Бригада Марсена Патрика
  - 21-й Нью-Йоркский пехотный полк: полк. Уильям Роджерс
  - 23-й Нью-Йоркский пехотный полк: полк. Генри Хоффман
  - 35-й Нью-Йоркский пехотный полк: полк. Ньютон Лорд
  - 80-й Нью-Йоркский пехотный полк (20-й милиционный): подп. Теодор Гейтс
- Железная бригада Джона Гиббона
  - 19-й Индианский пехотный полк: подп. Алоис Бэчман (уб.) кап. Уильям Дадли
  - 2-й Висконсинский пехотный полк: подп. Томас Аллен (р), кап. Джордж Эли
  - 6-й Висконсинский пехотный полк: подп. Эдвард Брэгг (р), май. Руфус Дауэс
  - 7-й Висконсинский пехотный полк: кап. Джон Кэллис
- Артиллерия капитана Альберта Монро
  - Нью-Гемпширский, легкоартиллерийский, 1-я батарея, лт. Фредерик Эджелл
  - 1-й Род-Айлендский легкоартиллерийский, батарея D, кап. Альберт Монро
  - 1-й Нью-Йоркский легкоартиллерийский, батарея L, кап. Джон Рейнольдс
  - 4-й артиллерийский, батарея В, кап. Джозеф Кэмпбелл (р), лт. Джеймс Стюарт

Дивизия бригадного генерала Джеймса Рикеттса
- Бригада Абрама Дьюри
  - 97-й Нью-Йоркский пехотный полк: май. Чарльз Нортуп
  - 104-й Нью-Йоркский пехотный полк: май. Льюис Скиннер
  - 105-й Нью-Йоркский пехотный полк: полк. Ховард Кэрролл (уб.), кап. Джон Уайтсайд
  - 107-й Пенсильванский пехотный полк: кап Джеймс Мактомсон
- Бригада Уильяма Кристина
  - 26-й Нью-Йоркский пехотный полк: подп. Ричард Ричардсон
  - 94-й Нью-Йоркский пехотный полк: подп. Кальвин Литтлфилд
  - 88-й Пенсильванский пехотный полк: подп. Джордж Жиль (р), кап. Генри Майерс
  - 97-й Пенсильванский пехотный полк: полк. Питер Лиль (р.), подп. Уильям Лич
- Бригада Джорджа Хартсуффа
  - 12-й Массачусетский пехотный полк: май. Элиша Бербак (уб.), кап. Бенжамин Кук
  - 13-й Массачусетский пехотный полк: май. Паркер Гоулд
  - 83-й Нью-Йоркский (9-й милиционный): подп. Уильям Этербери
  - 11-й Пенсильванский пехотный полк: полк. Ричард Култер
- Артиллерия:
  - 1-й Пенсильванский легкоартиллерийский полк, батарея F: кап. Эзра Мэтьюз
  - Пенсильванский легкоартиллерийский полк, батарея С: кап. Джеймс Томпсон

Дивизия бригадного генерала Джорджа Мида
- Бригада Трумана Сеймура
  - 1-й Пенсильванский резервный: полк. Ричард Робертс
  - 2-й Пенсильванский резервный: кап. Джеймс Бирнес
  - 5-й Пенсильванский резервный: полк. Джозеф Фишер
  - 6-й Пенсильванский резервный: полк. Уильям Синклер
  - 13-й Пенсильванский резервный: кап. Деннис Макги
- Бригада Альберта Маджилтона
  - 3-й Пенсильванский резервный: подп. Джон Кларк
  - 4-й Пенсильванский резервный: май. Джон Нис
  - 7-й Пенсильванский резервный: май. Чонси Лиман
  - 8-й Пенсильванский резервный: май. Сайлас Бейли
- Бригада Роберта Андерсона
  - 9-й Пенсильванский резервный: кап. Самуэль Дик
  - 10-й Пенсильванский резервный: подп. Адонирам Варнер (уб.), кап. Джонатан Смит
  - 11-й Пенсильванский резервный: подп. Самуэль Джексон
  - 12-й Пенсильванский резервный: кап. Ричард Густин
- Артиллерия:
  - 1-й Пенсильванский легкоартиллерийский полк, батарея А: лт. Джон Симпсон
  - 1-й Пенсильванский легкоартиллерийский полк, батарея В: кап. Джймс Купер
  - 5-й артиллерийский полк, батарея С: кап. Данбар Рэнсом

### II Корпус
Командующий: генерал-майор Эдвин Самнер
Эскорт:
- 6-й Нью-Йоркский кавалерийский полк, рота D, кап. Генри Лайон
- 6-й Нью-Йоркский кавалерийский полк, рота К, кап. Райли Джонсон

Дивизия генерал-майора Исраэля Ричардсона
- Бригада Джона Колдуэлла
  - 5-й Нью-Гемпширский пехотный полк: полк. Эдвард Кросс (р.)
  - 7-й Нью-Йоркский пехотный полк: кап. Чарльз Брестел
  - 61-й Нью-Йоркский и 64-й Нью-Йоркский полки под общим командованием Фрэнсиса Бэрлоу. (После ранения Бэрлоу командование принял подполковник Нельсон Майлз)
  - 81-й Пенсильвансий пехотный полк: май. Бойд Маккин
- Бригада Томаса Мара[англ.]
  - 29-й Массачусетский пехотный полк: подп. Джозеф Барнс
  - 63-й Нью-Йоркский пехотный полк: полк. Джон Берке
  - 69-й Нью-Йоркский пехотный полк: подп. Джеймс Келли
  - 88-й Нью-Йоркский пехотный полк: подп. Патрик Келли
- Бригада Джона Брука[англ.]
  - 2-й Делавэрский пехотный полк: кап. Дэвид Страйкер
  - 52-й Нью-Йоркский пехотный полк: полк. Пол Фрэнк
  - 57-й Нью-Йоркский пехотный полк: подп. Филип Парисен (уб), май. Алфорд Чапман
  - 66-й Нью-Йоркский пехотный полк: кап. Джулиус Уэйл
  - 53-й Пенсильванский пехотный полк: подп. Ричардс Макмайкл
- Артиллерия
  - 1-й Нью-Йоркский легкоартиллерийский полк, батарея В: кап. Руфус Петтит[англ.]
  - 4-й артиллерийский полк, батареи А и С: лт. Эван Томас

Дивизия генерал-майора Джона Седжвика
- Бригада Уиллиса Гормана
  - 15-й Массачусетский пехотный полк: подп. Джон Кимбалл
  - 1-й Миннесотский пехотный полк: полк. Альфред Салли
  - 34-й Нью-Йоркский пехотный полк: полк. Джеймс Суитор
  - 82-й Нью-Йоркский пехотный полк (2-й милиционный): полк. Генри Хадсон
  - Массачусетские снайпера, 1-я рота: кап. Джон Саундерс (уб.)
  - Миннесотские снайпера, 2-я рота: кап. Уильям Расселл
- Бригада Оливера Ховарда
  - 69-й Пенсильванский пехотный полк: полк. Джошуа Оуэн
  - 71-й Пенсильванский пехотный полк: полк. Исаак Уистар[англ.]
  - 72-й Пенсильванский пехотный полк: полк. Девитт Бакстер[англ.]
  - 106-й Пенсильванский пехотный полк: полк. Тёрнер Морехед
- Бригада Наполеона Дэйна
  - 19-й Массачусетский пехотный полк: полк. Эдвард Хикс (р.), подп. Артур Дэвре (р.)
  - 20-й Массачусетский пехотный полк: полк. Уильям Ли
  - 7-й Мичиганский пехотный полк: полк. Норман Холл
  - 42-й Нью-Йоркский пехотный полк: подп. Джордж Бомфорд (р.), май. Джеймс Мэллон
  - 59-й Нью-Йоркский пехотный полк: полк. Уильям Тидбалл
- Артиллерия:
  - 1-й Род-Айлендский легкоартиллерийский полк, батарея А. кап. Джон Томпкинс
  - 1-й артиллерийский полк, батарея I, лейт. Джордж Вудруф

Дивизия бригадного генерала Уильяма Френча
- Бригада Натана Кимбалла
  - 14-й Индианский пехотный полк: полк. Уильям Харроу
  - 8-й Огайский пехотный полк: подп. Франклин Сойер
  - 132-й Пенсильванский пехотный полк: полковник Ричард Оакфорд (уб.), подп. Винсент Уилокс
  - 7-й Западновирджинский пехотный полк: полковник Джозеф Снайдер
- Бригада Дуайта Морриса
  - 14-й Коннектикутский пехотный полк: подп. Сенфорд Перкинс
  - 108-й Нью-Йоркский пехотный полк: полк. Оливер Палмер
  - 130-й Пенсильванский пехотный полк: полковник Генри Зинн
- Бригада Макса Вебера
  - 1-й Делаверский пехотный полк: полк. Джон Эндрюс, подп. Оливер Хопкинсон
  - 5-й Мэрилендский пехотный полк: ვай. Леопольд Блюменберг (р.), кап. Уильям Бамбергер (р.)
  - 4-й Нью-Йоркский пехотный полк: подп. Джон Макгрегог

Приданая артиллерия:
- 1-й Нью-Йоркский легкоартиллерийский полк, Батарея G, кап. Джон Франк
- 1-й Род-Айлендский легкоартиллерийский полк, Батарея В, кап. Джон Хазард
- 1-й Род-Айлендский легкоартиллерийский полк, Батарея G, кап. Чарльз Оуэн

### IV корпус
Дивизия генерал-майора Дариуса Кауча (была придана VI корпусу и в сражении 17 сентября не участвовала)
- Бригада Чарльза Дивенса
  - 7-й Массачусетский пехотный полк: полк. Дэвид Расселл
  - 10-й Массачусетский пехотный полк: полк. Генри Эстис
  - 36-й Нью-Йоркский пехотный полк: полк. Уильям Браун
  - 2-й Род-Айлендский пехотный полк: полк. Фрэнк Уитон
- Бригада Эльбиона Хау
  - 62-й Нью-Йоркский пехотный полк: полк. Дэвид Невин
  - 93-й Пенсильванский пехотный полк: полк. Джеймс Маккартер
  - 38-й Пенсильванский пехотный полк: полк. Джон Бельер
  - 102-й Пенсильванский пехотный полк: полк. Томас Роули
  - 139-й Пенсильванский пехотный полк: полк. Фрэнк Коллиер
- Бригада Джона Кохрана[англ.]
  - 65-й Нью-Йоркский пехотный полк: полк. Александр Шалер[англ.]
  - 67-й Нью-Йоркский пехотный полк: полк. Джулиус Адамс[англ.]
  - 122-й Нью-Йоркский пехотный полк: полк. Сайлас Титус
  - 23-й Пенсильванский пехотный полк: полк. Томас Нейл
  - 31-й Пенсильванский пехотный полк: полк. Джордж Спир
  - 61-й Пенсильванский пехотный полк: полк. Дэвид Уильямс
- Артиллерия

### V корпус
Командующий: генерал-майор Фицджон Портер
Эскорт: 1-й Мэнский кавалерийский полк: кап. Джордж Саммат
Дивизия генерал-майора Джорджа Морелла
- Бригада Джеймса Барнса
  - 2-й Мэнский пехотный полк: полк. Чарльз Робертс
  - 18-й Массачусетский пехотный полк: подп. Джозеф Хейес
  - 22-й Массачусетский пехотный полк: подп. Уильям Тилтон
  - 1-й Мичиганский пехотный полк: кап. Эмори Белтон
  - 13-й Нью-Йоркский пехотный полк: полк. Элиша Маршалл
  - 25-й Нью-Йоркский пехотный полк: полк. Чарльз Джонсон
  - 118-й Пенсильванский пехотный полк: полк. Чарльз Превост
  - Массачусетские снайпера, 2-я рота, кап. Льюис Уэнворт
- Бригада Чарльза Гриффина
  - 2-й пехотный полк округа Колумбия: полк. Чарльз Александер
  - 9-й Массачусетский пехотный полк: полк. Патрик Гуини
  - 32-й Массачусетский пехотный полк: полк. Фрэнсис Паркер
  - 4-й Мичиганский пехотный полк: полк. Джонатан Чайлдс
  - 14-й Нью-Йоркский пехотный полк: полк. Джеймс Макквад
  - 62-й Пенсильванский пехотный полк: полк. Джэкоб Швейцер
- Бригада Томаса Стоктона
  - 20-й Мэнский пехотный полк: полк. Адельберт Эймс
  - 16-й Мичиганский пехотный полк: подп. Нормал Уэлч
  - 12-й Нью-Йоркский пехотный полк: кап. Уильям Хьюсон
  - 17-й Нью-Йоркский пехотный полк: подп. Нельсон Бэртрам
  - 44-й Нью-Йоркский пехотный полк: май. Фриман Коннер
  - 83-й Пенсильванский пехотный полк: кап. Орфеус Вудвард
  - Мичиганские снайпера, рота Брэди, лт. Джонас Титус Мл.

Дивизия бригадного генерала Джорджа Сайкса
- Бригада Роберта Бьюкенена[англ.]
  - 3-й пехотный: ап. Джон Уилкинс
  - 4-й пехотный: кап. Хайем Дриер
  - 12-й пехотный, 1-й батальон: кап. Мэтью Блант
  - 12-й пехотный, 2-й батальон: кап. Томас Андерсон
  - 14-й пехотный, 1-й батальон: кап. Харви Браун
  - 14-й пехотный, 2-й батальон: кап. Дэвид Маккиббин
- Бригада Чарльза Ловелла
  - 1-й и 6-й пехотные: кап. Леви Бутс
  - 2-й и 10-й пехотные: кап Джон Поланд
  - 11-й пехотный: май. Деланси Флойд-Джонс
  - 17-й пехотный: май. Джордж Эндрюс
- Бригада Говернора Уоррена
  - 5-й Нью-Йоркский пехотный полк: кап. Кливленд Уинслоу
  - 10-й Нью-Йоркский пехотный полк: подп. Джон Маршалл
- Артиллерия
  - 1-й артиллерийский полк, батареи E и G: лт. Элансон Рэндол
  - 5-й артиллерийский полк, батарея I: кап. Стивен Уид
  - 5-й артиллерийский полк, батарея К: лт. Уильям ван Рид

Дивизия бригадного генерала Эндрю Хэмфриза
- Бригада Эрастуса Тайлера
  - 91-й Пенсильванский пехотный полк: полк. Эдгар Грегори
  - 126-й Пенсильванский пехотный полк: полк. Джеймс Элдер
  - 129-й Пенсильванский пехотный полк: полк. Джекоб Фрик
  - 134-й Пенсильванский пехотный полк: полк. Мэтью Квай
- Бригада Питера Аллабача
  - 123-й Пенсильванский пехотный полк: полк. Джон Кларк
  - 131-й Пенсильванский пехотный полк: подполк. Уильям Шот
  - 133-й Пенсильванский пехотный полк: полк. Франклин Спикмен
  - 155-й Пенсильванский пехотный полк: полк. Эдвард Аллен
- Артиллерия
  - 1-й Нью-Йоркский легкоартиллерийский полк, батарея С: кап. Элмонт Бернс
  - 1-й Огайский легкоартиллерийский полк, батарея L: кап. Люциус Робинсон

Артиллерийский резерва Уильяма Хейса

### VI корпус
Командующий: генерал-майор Уильям Франклин
Дивизия генерал-майора Генри Слокама
- Бригада Альберта Торберта
  - 1-й Нью-Джерсийский пехотный полк: подп. Марк Коллет
  - 2-й Нью-Джерсийский пехотный полк: полк. Самуэль Бак
  - 3-й Нью-Джерсийский пехотный полк: полк. Генри Браун
  - 4-й Нью-Джерсийский пехотный полк: полк. Уильям Хэтч
- Бригада Джозефа Бертлетта
  - 5-й Мэнский пехотный полк: полк. Натаниель Джексон
  - 16-й Нью-Йоркский пехотный полк: подп. Джоел Бивер
  - 27-й Нью-Йоркский пехотный полк: подп. Александр Адамс
  - 96-й Пенсильванский пехотный полк: полк. Генри Кейк
- Бригада Джона Ньютона
  - 18-й Нью-Йоркский пехотный полк: подп. Джордж Маерс
  - 31-й Нью-Йоркский пехотный полк: подп. Френсис Пинто
  - 32-й Нью-Йоркский пехотный полк:
  - 95-й Пенсильванский пехотный полк: полк. Густавус Таун
- Артиллерия капитана Эмори Аптона
  - Мерилендский легкоартиллерийский полк, батарея А: кап. Джон Уолкотт
  - Массачусетский легкоартиллерийский полк, батарея А: кап. Джошуа Портер
  - Нью-Джерсийский легкоартиллерийский полк, батарея D, кап. Уильям Хекзамер
  - 2-й артиллерийский полк, батарея D, лт. Эдвард Уиллистон

Дивизия Генерал-майора Уильяма Смита
- Бригада Уинфилда Хэнкока (после ранения Ричардсона возглавил его дивизию, передав бригаду Амессе Коббу)
  - 6-й Мэнский пехотный полк: полк. Хайрем Бернхам
  - 43-й Нью-Йоркский пехотный полк: май. Джон Уилсон
  - 49-й Пенсильванский пехотный полк: подп. Уильям Брисбен
  - 5-й Висконсинский пехотный полк: полк. Амесса Кобб[англ.]
- Бригада Уильяма Брукса
  - 2-й Вермонтский пехотный полк: май. Джеймс Уолбридж
  - 3-й Вермонтский пехотный полк: полк. Брид Хайд
  - 4-й Вермонтский пехотный полк: подп. Чарльз Стоутон
  - 5-й Вермонтский пехотный полк: полк. Льюис Грант
  - 6-й Вермонтский пехотный полк: май. Оскар Таттл
- Бригада Уильяма Ирвина
  - 7-й Мэнский пехотный полк: май. Томас Хайд
  - 20-й Нью-Йоркский пехотный полк: полк. Эрнст вон Вегесак
  - 33-й Нью-Йоркский пехотный полк: подп. Джозеф Корнинг
  - 49-й Нью-Йоркский пехотный полк: подп. Уильям Элбергер (р), май. Джордж Джонсон
  - 77-й Нью-Йоркский пехотный полк: кап. Натан Бэбкок
- Артиллерия Ромейна Эйрса
  - Мэрилендский легкоартиллерийский полк, батарея В: лт. Теодор Ваннеман
  - Нью-Йоркский легкоартиллерийский полк, 1-я батарея, кап. Эндрю Кован
- 5-й артиллерийский полк, батарея F: лт. Леонард Мартин

### IX корпус

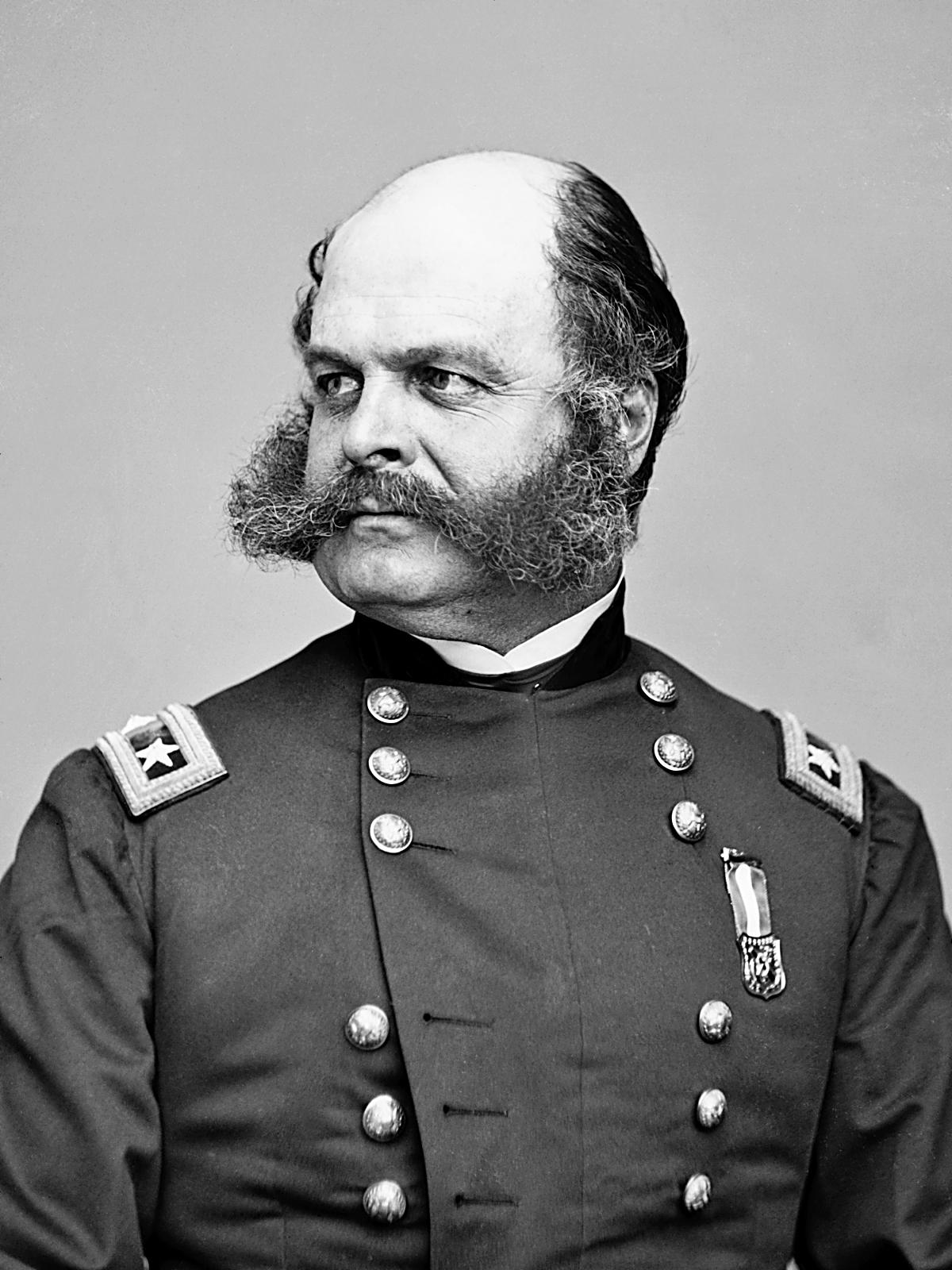
Эмброуз Бернсайд

Командующий: генерал-майор Эмброуз Бернсайд (16 и 17 сентября возглавлял левое крыло армии, сдав командование корпусом Джейкобу Коксу)
- Шеф артиллерии: подполковник Джордж Гетти

Дивизия бригадного генерала Орландо Уилкокса
- Бригада Бенжамина Крайста
  - 28-й Массачусетский пехотный полк: кап. Эндрю Карахер
  - 17-й Мичиганский пехотный полк: полк. Уильям Уайтингтон
  - 79-й Нью-Йоркский пехотный полк: подп. Дэвид Моррисон
  - 50-й Пенсильванский пехотный полк: май. Эдвард Овертон (р.)
- Бригада Томаса Уэлша
  - 8-й Мичиганский пехотный полк: подп. Фрэнк Грейвс
  - 46-й Нью-Йоркский пехотный полк: подп. Джозеф Герхарт
  - 45-й Пенсильванский пехотный полк: подп. Джон Куртин
  - 100-й Пенсильванский пехотный полк: подп. Дэвид Леки
- Артиллерия
  - Массачусетский легкоартиллерийский полк, 8-я батарея: кап. Аса Кук
  - 2-й артиллерийский полк, батарея Е: лт. Сэмюэл Бенджамин

Дивизия бригадного генерала Сэмюэла Стёрджиса
- Бригада Джеймса Негла
  - 2-й Мерилендский пехотный полк: подп. Юджин Дьюри[англ.]
  - 6-й Нью-Гемпширский пехотный полк: полк. Саймон Гриффин
  - 9-й Нью-Гемпширский пехотный полк: полк. Инок Феллоус
  - 48-й Пенсильванский пехотный полк: подп. Джошуа Сигфрид
- Бригада Эдварда Ферреро
  - 21-й Массачусетский пехотный полк: полк. Уильям Кларк
  - 35-й Массачусетский пехотный полк: подп. Самнер Кэррут (р.)
  - 51-й Нью-Йоркский пехотный полк: полк. Роберт Поттер
  - 51-й Пенсильванский пехотный полк: полк. Джон Хартранфт
- Артиллерия
  - Пенсильванский легкоартиллерийский полк, батарея D: кап. Джордж Дюрелл
  - 4-й артиллерийский полк, батарея Е: кап. Джозеф Кларк Мл. (р.)

Дивизия бригадного генерала Исаака Родмана
- Бригада Харрисона Феирчайлда
  - 9-й Нью-Йоркский пехотный полк: подп. Эдгар Кимбалл
  - 89-й Нью-Йоркский пехотный полк: май. Эдвард Жардин
  - 103-й Нью-Йоркский пехотный полк: май. Бенджамин Ринггольд
- Бригада Эдварда Харланда
  - 8-й Коннектикутский пехотный полк: подп. Хайрем Эппельман (р.) май. Джон Уорд
  - 11-й Коннектикутский пехотный полк: полк. Генри Кингсберри (уб.)
  - 16-й Коннектикутский пехотный полк: полк. Фрэнис Бич
  - 4-й Род-Айлендский пехотный полк: полк. Уильям Стир (р.), подп. Джозеф Кёртис
- Артиллерия

Дивизия Канава под командованием полковника Элайакима Скэммона
- Бригада Хью Эвинга
  - 12-й Огайский пехотный полк: полк. Карр Уайт
  - 23-й Огайский пехотный полк: май. Джеймс Комли
  - 30-й Огайский пехотный полк: подп. Теодор Джонс (попал в плен), май. Джордж Хильдт
  - Огайский легкоартиллерийский полк, 1-я батарея: кап. Джеймс Макмаллин
  - Западновирджинский кавалерийский полк, рота Гилмора: лт. Джеймс Эбрахам
  - Западновирджинский кавалерийский полк, рота Харрисона: лт. Деннис Дилейни
- Бригада Джорджа Крука
  - 11-й Огайский пехотный полк: подп. Огастус Колеман (уб.), май. Лаймен Джексон
  - 28-й Огайский пехотный полк: подп. Готтфрид Бекер
  - 36-й Огайский пехотный полк: подп. Мелкин Кларк (уб.)
  - Schambeck’s Company Chicago Dragoons, кап. Фредерик Шамбек
  - Кентуккийский легкоартиллерийский полк, батарея Симмондса, кап. Сет Симмондс

Приданные части:
- 6-й Нью-Йоркский кавалерийский полк (8 рот), полк. Томас Дэвин
- Огайский кавалерийский полк, 3-яотдельная рота, лейт. Джонас Симен
- 3-й артиллерийский полк, батареи L и M, кап. Джон Эдвардс Мл.

### XII корпус

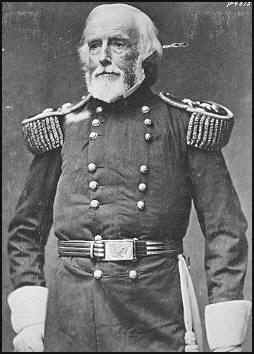
Джозеф Мансфилд

Под командованием генерал-майора Джозефа Мансфилда
Дивизия бригадного генерала Альфеуса Уильямса
- Бригада Самуэля Кроуфорда
  - 10-й Мэнский пехотный полк: полк. Джордж Бил (р.)
  - 28-й Нью-Йоркский пехотный полк: кап. Уильям Мейпс
  - 46-й Пенсильванский пехотный полк: полк. Джозеф Кнайп
  - 124-й Пенсильванский пехотный полк: полк. Джозеф Хоули (р.), май. Исаак Хэлдман
  - 125-й Пенсильванский пехотный полк: полк. Джекоб Хиггинс
  - 128-й Пенсильванский пехотный полк: полк. Самуэль Кроасдейл (уб.), подп. Уильям Хеммерсли
- Бригада Джорджа Гордона
  - 27-й Индианский пехотный полк: полк. Сайлас Колгроув
  - 2-й Массачусетский пехотный полк: полк. Джордж Эндрюс[англ.]
  - 13-й Нью-Джерсийский пехотный полк: полк. Эзра Карман
  - 107-й Нью-Йоркский пехотный полк: полк. Роберт ван Валкенберг
  - Пенсильванские зуавы[5]
  - 3-й Висконсинский пехотный полк: полк. Томас Ружер

Дивизия бригадного генерала Джорджа Грина
- Бригада Гектора Тиндейла
  - 5-й Огайский пехотный полк: май. Джон Коллинз
  - 7-й Огайский пехотный полк: май. Орин Грейн
  - 66-й Огайский пехотный полк: подп. Эуген Поуэлл
  - 28-й Пенсильванский пехотный полк: май. Арио Парди Мл.
- Бригада Генри Стейнрука
  - 3-й Мерилендский пехотный полк: подп. Джозеф Садзберг
  - 102-й Нью-Йоркский пехотный полк: подп. Джеймс Лейн
  - 111-й Пенсильванский пехотный полк: май. Томас Уокер
- Бригада Уильяма Гудрича
  - 3-й Делаверский пехотный полк: май. Артур Магинес (р.), кап. Уильям Маккейг
  - Purnell (Maryland) Legion: подп. Бенжамин Симпсон
  - 60-й Нью-Йоркский пехотный полк: подп. Чарльз Брундеж
  - 78-й Нью-Йоркский пехотный полк: подп. Джонатан Остин
- Артиллерия

### Кавалерия
Кавалерийская дивизия бригадного генерала Альфреда Плезонтона.
- Бригада майора Чарльза Уайтинга
  - 5-й Кавалерийский полк, кап. Джозеф Макатур
  - 6-й Кавалерийский полк, кап. Уильям Сандерс
- Бригада полковника Джона Фарнсфорта
  - 8-й Иллинойсский кавалерийский полк: май. Уильям Медилл
  - 3-й Индианский кавалерийский полк, май. Джордж Чапман
  - 1-й Массачусетский кавалерийский полк, кап. Каспар Кроуниншильд
  - 8-й Пенсильванский кавалерийский полк, кап. Питер Кинан
- Бригада полковника Ричарда Раша
  - 4-й Пенсильванский кавалерийский полк, полк. Джеймс Чилдс (уб.)
  - 6-й Пенсильванский кавалерийский полк, подп. Росс Смит
- Бригада полковника Эндрю Макрейнольдса
  - 1-й Нью-Йоркский кавалерийский полк, май. Алонцо Эдамс
  - 12-й Пенсильванский кавалерийский полк, май. Джеймс Конгдон
- Бригада полковника Бенжамина Дэвиса[англ.]
  - 8-й Нью-Йоркский кавалерийский полк, полк. Бенжамин Дэвис
  - 3-й Пенсильванский кавалерийский полк, подп. Самуэль Оуэн
- Конная артиллерия:
  - 2-й артиллерийский полк, батарея А, кап. Джон Тидбалл
  - 2-й артиллерийский полк, батареи В и L, кап. Джеймс Робертсон
  - 2-й артиллерийский полк, батарея М, лейт. Питер Хэинс
  - 3-й артиллерийский полк, батареи С и G, кап. Хорацио Гибсон